# Dictionary of Greek and Roman Biography and Mythology

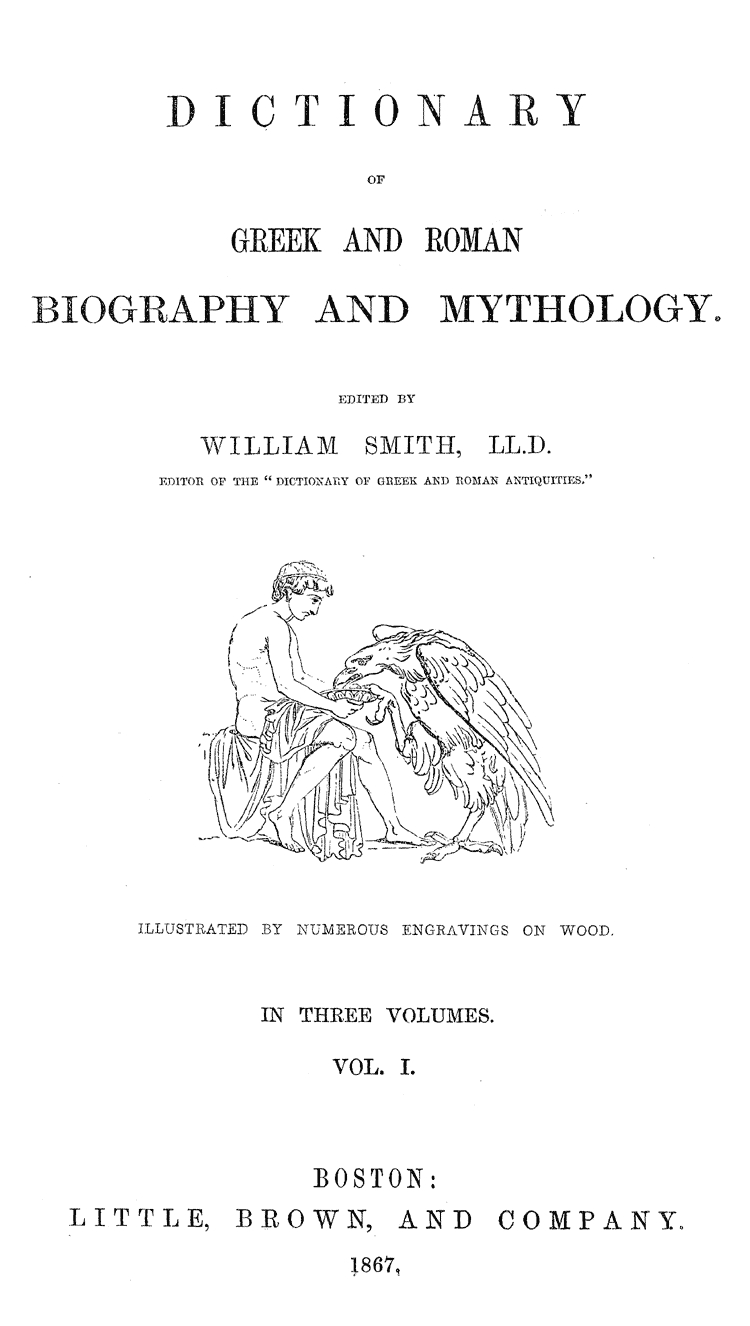
Titelblatt von Band 1 der amerikanischen Ausgabe von 1867

Das Dictionary of Greek and Roman Biography and Mythology ist ein englischsprachiges biographisches Lexikon zu Personen der griechischen und römischen Geschichte des Altertums. Es wurde 1844 bis 1849 von William Smith herausgegeben.

## Inhalt
Das in drei Bänden mit insgesamt etwa 3.700 Seiten erschienene Werk gilt als eine klassische Arbeit der Lexikographie des 19. Jahrhunderts. Zu dem Themengebiet Antike veröffentlichte Smith auch das Dictionary of Greek and Roman Antiquities (1842) und das Dictionary of Greek and Roman Geography (1854).
In dieser Enzyklopädie werden neben dem Herausgeber, der selbst auch einige Beiträge verfasste, insgesamt 35 weitere Personen als Autoren genannt, meist Althistoriker und Altphilologen. Die meisten dieser Mitautoren waren an den Universitäten in Oxford, Cambridge und Bonn sowie an der Rugby School tätig. Ein großer Teil der Beiträge zu mythologischen Themen stammt von dem ausgewanderten deutschen Philologen und Historiker Leonhard Schmitz, der auch damit die Erkenntnisse der deutschen Altertumswissenschaften im Vereinigten Königreich weiter bekannt machte.
Smith strebte eine möglichst umfassende Aufnahme aller aus der Antike bekannten Personen an, in seinem Vorwort schrieb er:

“The biographical articles in this work include the names of all persons of any importance which occur in the Greek and Roman writers, from the earliest times down to the extinction of the Western Empire in the year 476 of our era, and to the extinction of the Eastern Empire by the capture of Constantinople by the turks in the year 1453.”

„Die biographischen Artikel dieses Werkes beinhalten die Namen aller Personen von Bedeutung, die in den Werken der griechischen und römischen Schriftsteller von frühester Zeit bis zum Untergang des westlichen Kaiserreiches im Jahre 476 und zum Untergang des östlichen Kaiserreiches durch die türkische Eroberung von Konstantinopel im Jahre 1453 vorkommen.“

Auf viele der in dem Dictionary verwendeten Definitionen und Artikel wurde auch noch in neueren Arbeiten Bezug genommen. So wurde beispielsweise Robert Graves vorgeworfen, dass die beeindruckend wirkenden Quellenangaben seines Werkes The Greek Myths vielfach als direkte und ungeprüfte Übernahmen aus dem Dictionary gesehen werden können. Das Dictionary ist mittlerweile gemeinfrei und auf mehreren Websites im Internet frei zugänglich.
Seine Aussagen gelten – was den damaligen Stand der Forschung betrifft – weiterhin auch heute noch im Wesentlichen als zuverlässig, insbesondere in den Bereichen, in denen es seit Erscheinen des Dictionarys keine grundsätzlich neuen Erkenntnisse gegeben hat. Durch neuere Entdeckungen und Forschungen gewonnene Erkenntnisse, wie sie sich beispielsweise aus der Entschlüsselung der Linearschrift B oder neuere Funde von Schriften und Inschriften ergeben haben, fehlen natürlich. Auch die sich daraus ergebende Bewertung einzelner Zeugnisse hat sich in der Zwischenzeit unter Berücksichtigung der weiteren Forschungsarbeiten vielfach gewandelt.

## Ausgaben
Die Originalausgabe erschien 1844 bis 1849 in drei Bänden in London. 1867 erschien in den Vereinigten Staaten eine unveränderte Ausgabe in drei Bänden bei Little, Brown, and Company of Boston, Ma. Die Stichworte sind auf die Bände wie folgt aufgeteilt:
- Band I: Abaeus - Dysponteus
- Band II: Earinus - Nyx
- Band III: Oarses - Zygia

Enthalten sind auch mehrere tabellarische Übersichten und Holzschnitte gefundener historischer Münzen, die einige der biographierten Personen zeigen.
- Originalausgabe: Dictionary of Greek and Roman Biography and Mythology. Murray, London.
  - Band 1. 1844
  - Band 2. 1846
  - Band 3. 1849
- US-Ausgabe: Dictionary of Greek and Roman Biography and Mythology. Little, Brown and Company, Boston 1867, Digitalisat. Seitenbilder: 
  - Band 1
  - Band 2
  - Band 3

## Liste der Autoren
Folgende Personen werden als Autoren genannt, die nicht namentlich gekennzeichneten Artikel wurden vom Herausgeber verfasst:
| A | Alexander Allen (A. A.) Charles Thomas Arnold (C. T. A.)                                                                                                  |
| B | John Ernest Bode (J. E. B.) Christian August Brandis (Ch. A. B.) Edward Herbert Bunbury (E. H. B.)                                                        |
| C | Albany James Christie (A. J. C.) Arthur Hugh Clough (A. H. C.) George Edward Lynch Cotton (G. E. L. C.)                                                   |
| D | Samuel Davidson (S. D.) William Fishburn Donkin (W. F. D.) William Bodham Donne (W. B. D.) Thomas Henry Dyer (T. D.)                                      |
| E | Edward Elder (E. E.) |
| G | John Thomas Graves (J. T. G.) William Alexander Greenhill (W. A. G.) Algernon Sidney Grenfell (A. G.) William Maxwell Gunn (W. M. G.)                     |
| I | Wilhelm Ihne (W. I.) |
| J | Benjamin Jowett (B. J.) |
| L | Henry George Liddell (H. G. L.) George Long (G. L.) |
| M | John Morell Mackenzie (J. M. M.) Charles Peter Mason (C. P. M.) Joseph Calrow Means (J. C. M.) Henry Hart Milman (H. H. M.) Augustus De Morgan (A. de M.) |
| P | Wilhelm Heinrich Franz Plate (W. P.) Constantine Estlin Prichard (C. E. P.)                                                                               |
| R | William Ramsay (W. R.) |
| S | Leonhard Schmitz (L. S.) Philip Smith (P. S.) Arthur Penrhyn Stanley (A. P. S.) Adolf Stahr (A. S.)                                                       |
| U | Ludwig von Urlichs (L. U.) |
| W | Robert Whiston (R. W.) |